# Мімі Волтерс
Маріан Е. Кроґіус «Мімі» Волтерс (англ. Marian E. Krogius «Mimi» Walters; нар. 14 травня 1962, Пасадена, Каліфорнія) — американський політик-республіканець, з січня 2015 до січня 2019 року представляла 45-й округ штату Каліфорнія у Палаті представників США.
1984 року закінчила Каліфорнійський університет у Лос-Анджелесі і почала працювати біржовим маклером. З 1996 до 2000 була членом ради міста Лагуна-Нігел, з 2000 до 2004 вона була мером цього муніципалітету. 2005 року її було обрано депутатом Державної Асамблеї штату Каліфорнія, куди входила до 2008 року. До 2015 року вона була членом сенату штату Каліфорнія. 2010 року вона балотувалась на посаду державного скарбника Каліфорнії, утім, невдало.